# شلومي إدري
شلومي إدري (بالعبرية: שלומי אדרי‏) هو لاعب كرة قدم إسرائيلي في مركز الهجوم، ولد في 29 مايو 1982 في القدس في إسرائيل. شارك مع منتخب إسرائيل تحت 21 سنة لكرة القدم. أما مع النوادي، فقد لعب مع اتحاد أبناء سخنين وكارل زايس يينا ومكابي أخاء الناصرة ومكابي نتانيا وهبوعيل حيفا.

## وصلات خارجية
- شلومي إدري على موقع قاعدة بيانات كرة القدم.إي يو (الإنجليزية)
- شلومي إدري على موقع عالم كرة القدم.نت (الإنجليزية)